# Anthocotyle merluccii
Anthocotyle merluccii is een soort in de taxonomische indeling van de platwormen (Platyhelminthes). De worm is tweeslachtig en kan zowel mannelijke als vrouwelijke geslachtscellen produceren. De soort leeft in zeer vochtige omstandigheden.
De platworm behoort tot het geslacht Anthocotyle en behoort tot de familie Anthocotylidae. De wetenschappelijke naam van de soort werd voor het eerst geldig gepubliceerd in 1863 door Van Beneden & Hesse.